# A meglepetés
A meglepetés (eredeti cím: De surprise) 2015-ben bemutatott holland filmvígjáték, amelyet Mike van Diem rendezett.
A forgatókönyvet Mike van Diem és Karen van Holst Pellekaan írta. A producere Hans de Weers. A főszerepekben Jeroen van Koningsbrugge, Georgina Verbaan, Jan Decleir, Henry Goodman és Ankur Bahl láthatók. A film zeneszerzője Brian Byrne. A film gyártója az N279 Entertainment, a FATT Productions és a Prime Time, forgalmazója az a-Film.
Hollandiában 2015. május 23-án, Magyarországon 2015. október 22-én mutatták be a mozikban.

## Szereplők
| Szereplő                                 | Színész                  | Magyar hang       |
| ---------------------------------------- | ------------------------ | ----------------- |
| Jacob van Zuylen                         | Jeroen van Koningsbrugge | Viczián Ottó      |
| Anne de Koning                           | Georgina Verbaan         | Pikali Gerda      |
| Cornald Muller                           | Jan Decleir              | Papp János        |
| Mr. Jones                                | Henry Goodman            | Rosta Sándor      |
| Asif                                     | Ankur Bahl               | Fehér Tibor       |
| Moshin                                   | Naveed Choudhry          | Karácsonyi Zoltán |
| Halim                                    | Oliver Gatz              | Pavletits Béla    |
| Khuram                                   | Ronny Jhutti             | Horváth Illés     |
| Jacob anyja                              | Elisabeth Andersen       | Bókai Mária       |
| Marissa de la Rue                        | Tamar Baruch             | Andresz Kati      |
| Biztonsági őr a Van Zuylen alapítványnál | Pierre Bokma             | Kapácsy Miklós    |
| De Wijs                                  | Hubert Fermin            | Várkonyi András   |
| Vermeer                                  | Ronald Top               | Kőszegi Ákos      |
| Julija                                   | Esther von Arx           | Halász Aranka     |
| Férfi az étteremben                      | TBA                      | Szokolay Ottó     |
| További magyar hangok                    |                          |                   |
| Vámos Mónika                             |                          |                   |